# Michelle Krusiec

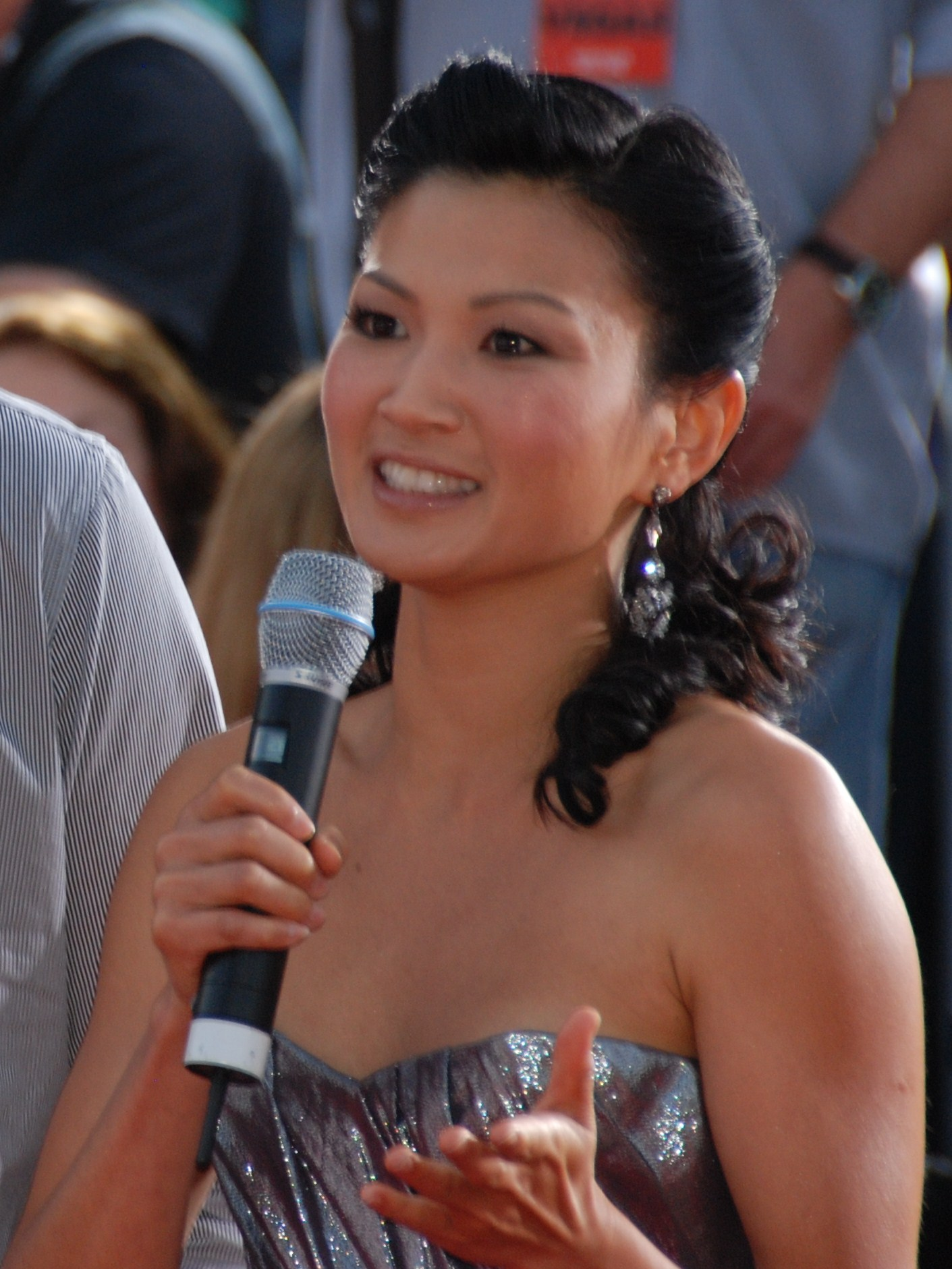
Michelle Krusiec (2008)

Michelle Krusiec (* 2. Oktober 1974 in Fallon, Nevada) ist eine US-amerikanische Schauspielerin.

## Leben und Leistungen
Die chinesischstämmige Schauspielerin wurde als Teenager von einem Talentsucher entdeckt. Sie besuchte die Virginia Governor's Magnet School for the Arts und schloss ein Studium der Theaterkunst sowie der Anglistik an der Virginia Polytechnic Institute and State University ab. Danach arbeitete sie als Moderatorin für den Discovery Channel.
Ihre erste Filmrolle spielte Krusiec in der Filmbiografie Nixon aus dem Jahr 1995 mit Anthony Hopkins in der Hauptrolle. Neben einigen Gastauftritten in Fernsehserien und einer größeren Rolle in der Serie One World in den Jahren 1998 bis 2001 spielte sie eine größere Rolle im Science-Fiction-Film Warhammer (2000).
Die Hauptrolle in der Komödie Saving Face (2004) brachte Krusiec im Jahr 2005 eine Nominierung für einen Preis des Golden Horse Film Festivals. Im Filmdrama Far North (2007) übernahm sie neben Michelle Yeoh eine der Hauptrollen. In der Filmkomödie Love Vegas (2008) trat sie an der Seite von Cameron Diaz und Ashton Kutcher auf.

## Filmografie (Auswahl)
- 1995: Nixon
- 1998: Star Trek: Deep Space Nine (Fernsehserie, Folge 6x24)
- 1998–2001: One World (Fernsehserie, 39 Folgen)
- 2000: Warhammer – Der finale Krieg (For the Cause/Final Encounter)
- 2000–2002: Titus (Fernsehserie, sechs Folgen)
- 2001: Pursuit of Happiness
- 2002: Tomato and Eggs (Kurzfilm)
- 2002: Pumpkin
- 2002: Sweet Home Alabama – Liebe auf Umwegen (Sweet Home Alabama)
- 2003: Der Kindergarten Daddy (Daddy Day Care)
- 2003: Dumm und dümmerer (Dumb and Dumberer: When Harry Met Lloyd)
- 2003: Der Appartement Schreck (Duplex)
- 2004: Best Actress (Kurzfilm)
- 2004: Saving Face
- 2004: Cold Case – Kein Opfer ist je vergessen (Cold Case, Fernsehserie, Folge 2.05 Das Familiengeheimnis)
- 2005: Verflucht (Cursed)
- 2007: Far North
- 2007: Nanking
- 2007: Live!
- 2008: Henry Poole – Vom Glück verfolgt (Henry Poole Is Here)
- 2008: Love Vegas (What Happens in Vegas)
- 2011: Community (Fernsehserie, Folge 2x20)
- 2011: General Hospital (Fernsehserie, 6 Folgen)
- 2011: Shuffle
- 2011–2012: Fringe – Grenzfälle des FBI (Fringe, Fernsehserie, 3 Folgen)
- 2012: Touch (Fernsehserie, Folge 1x06)
- 2012–2013: Nice Girls Crew (Webserie, 10 Folgen)
- 2013: Four of Hearts
- 2014: This Last Lonely Place
- 2015: The Invitation
- 2016–2018: Hawaii Five-0 (Fernsehserie, 5 Folgen)
- 2017: 20 Weeks
- 2020: The Bone Box
- 2020: Hollywood (Fernsehserie)
- 2023: Der Griff nach den Sternen (A Million Miles Away)